# Dharamapasha
Dharamapasha (en bengali : ধরমপাশা) est une upazila du Bangladesh dans le district de Sunamganj. En 1991, on y dénombrait 164 131 habitants.